# Газель Гранта
Газе́ль Гранта (Nanger granti) — вид парнокопитних ссавців родини бикових (Bovidae).

## Назва
Газель Гранта була названа на честь Джеймса Гранта — відомого шотландського натураліста, який жив у 19 столітті.

## Поширення
Вона зустрічається у Східній Африці — на відкритих рівнинах, лісистих саванах і місцевостях з низькими колючими чагарниковими заростями. А ось високих трав намагається уникати: тут занадто велика ймовірність зустрічі з хижаками.
Зустрічається у Ефіопії, Кенії, Танзанії і Південного Судану. Весь цей регіон базується навколо озера Вікторія і частково охоплює узбережжя Індійського океану.

## Опис
Висота в загривку до 100 см, вага до 80 кг, довжина рогів, які є у обох статей, до 80 см. Забарвлення в цілому палеве, зі слабо вираженою смугою на кожному боці; посередині морди проходить зверху вниз рудувато-бура смуга з широкою білою облямівкою. Велике біле «дзеркало» оточене вузькою чорною смужкою.

## Спосіб життя
Живуть газелі Гранта великими стадами. Дорослі самці налаштовані по відношенню один до одного досить агресивно, тому намагаються уникати зустрічей. У шлюбний період всі тварини групи підпорядковуються суворій ієрархії, при цьому молоді і не досвідчені під час пересувань завжди йдуть попереду всіх, а за ними вже слідують сильніші самці.
Ворогами газелі Гранта є леви, леопарди, гієни і, звичайно, люди. Місцеві племена полюють на них заради м'яса, фермери відстрілюють їх, щоб зберегти пасовища для власної худоби, а довершує справу перетворення диких земель в сільськогосподарські угіддя. Бідним тваринам нікуди діватися і в деяких місцевостях вони вже зникли зовсім. Оазою для них можна вважати тільки національні парки і заповідники, де створені всі умови для їх виживання. Сьогодні чисельність популяції оцінюється 140-350 тис. голів.

## Розмноження
Вагітність у самок триває півроку. Перед самими пологами майбутня матуся йде подалі від стада в затишне містечко. Після народження на світ дитинчати вона залишає його у високій траві, а сама пасеться поряд, пильно охороняючи малюка від небезпеки. Газель Гранта - самовіддана мама, яка без роздумів проганяє від нього шакалів, погрожуючи їм своїми гострими рогами, або безстрашно кидається на гієн, якщо ті мали нахабство опинитися поблизу.

## Охоронний статус
Газель Гранта все ще досить поширений вид, незважаючи на те що в деяких областях вона повністю знищена. Основна загроза це руйнування середовища проживання і полювання. Статус газелі як виду знаходиться під мінімальним ризиком. Газель знаходиться в залежності від захисту національних парків і заповідників, де вона мешкає, наприклад, такі як Національний парк Серенгеті і заповідник Нгоронгоро в Танзанії, національний заповідник озера Туркана і Національний парк Масаї Мара в Кенії. Загальні оцінки популяції становлять від 140 000 до 350 000. Хоча деякі області мають стабільну популяцію, в цілому є тенденція до зниження.